# Waschhaus Rue des Dames Gilles (Vauréal)

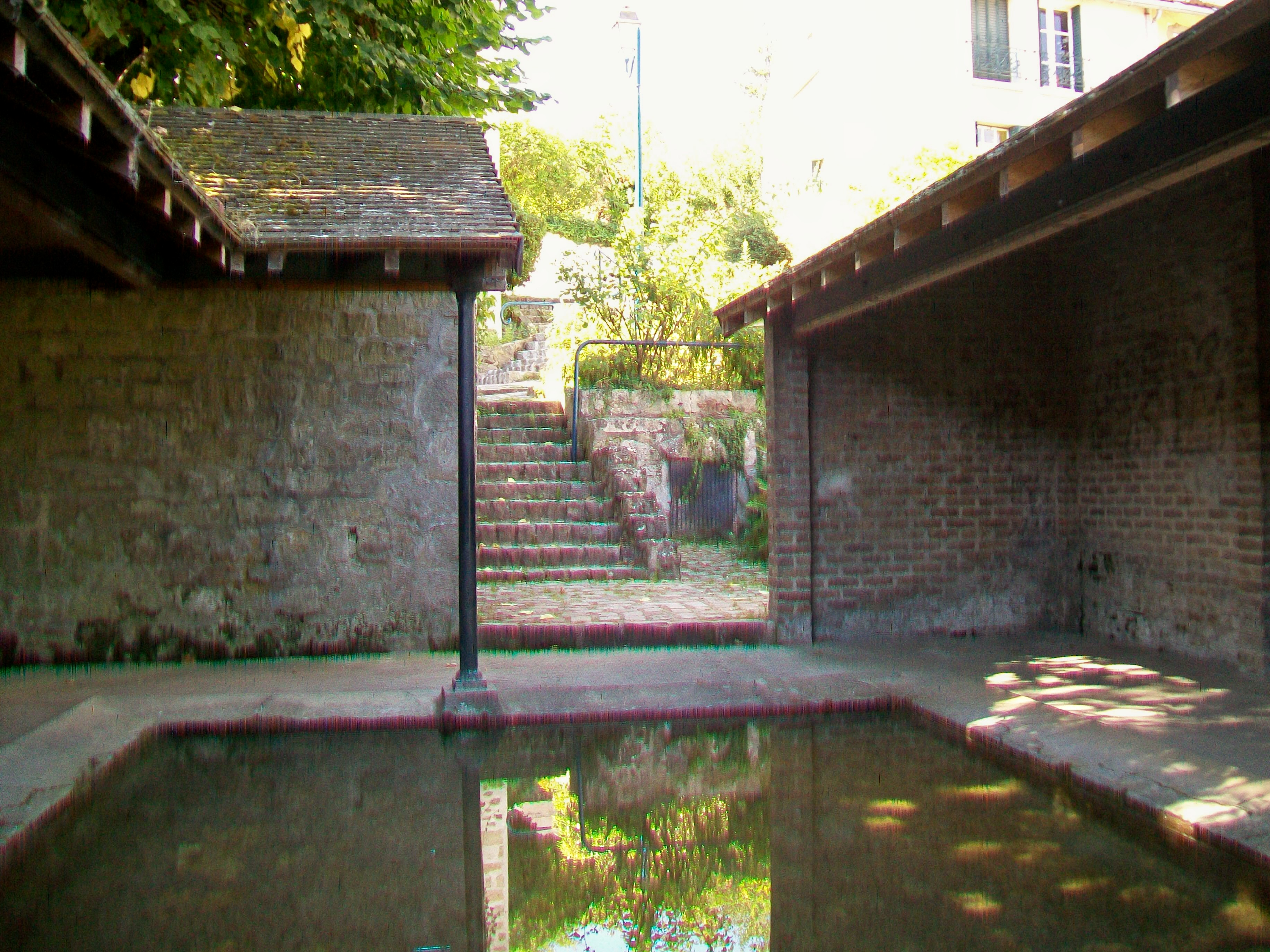
Waschhaus in der Rue des Dames Gilles in Vauréal

Das Waschhaus (französisch lavoir) in Vauréal, einem Weiler der französischen Gemeinde Jouy-le-Moutier im Département Val-d’Oise in der Region Île-de-France, wurde im 19. Jahrhundert errichtet. Das öffentliche Waschhaus steht in der Rue des Dames Gilles und ist eines von vier erhaltenen Waschhäusern der Gemeinde Vauréal.
Das Waschbecken ist offen und an beiden Längsseiten gibt es Pultdächer, sodass die Wäscherinnen bei der Arbeit geschützt waren.